# Gustav Viard
Gustav Viard (ursprünglich Wijard; * 3. Augustjul. / 15. August 1881greg. im Dorf Palo in der damaligen Landgemeinde Veriora, Livland; † 28. September 1968 in Tallinn) war ein estnischer Militär der Zwischenkriegszeit.

## Leben
Gustav Viard wurde als Sohn von Jakob (1842–1921) und Ann Wijard (geb. Sergk, 1842–1917) im Südosten des heutigen Estland geboren.
1903 schloss er die Landvermesser-Schule in Pskow ab. Anschließend schlug er eine militärische Karriere ein, zunächst ab 1905 in der Kaiserlich Russischen Armee, dann seit der Gründung der Republik Estland in den estnischen Verteidigungsstreitkräften.
Ende Juli 1920 war der parteilose Viard formal Ernährungsminister der Republik Estland im nur drei Tage währenden Kabinett von Staats- und Regierungschef Ado Birk. Da er als Spezialist für Logistik, Nachschub und Versorgung der Streitkräfte galt, war die Wahl auf ihn gefallen.
Im November 1924 wurde Viard zum Hauptmann (kolonel) befördert. Im Oktober 1939 wurde Viard mit Erreichen der Altersgrenze aus dem aktiven Militärdienst verabschiedet und ging in Pension. Er blieb Offizier der Reserve im Stab der Streitkräfte.
Mit der (zweiten) sowjetischen Besetzung Estlands wurde Viard im November 1950 verhaftet und wegen seiner früheren Mitgliedschaft in der estnischen Armee zu 25 Jahren Haft und Zwangsarbeit verurteilt. Sein Besitz wurde enteignet. Erst nach dem Tod Stalins kam er 1954 wieder frei.
Gustav Viard starb in der estnischen Hauptstadt Tallinn im Alter von 87 Jahren. Er liegt auf dem Liiva-Friedhof von Tallinn begraben.

## Privatleben
Gustav Viard war zweimal verheiratet: Zunächst mit Bertha Elmire Franzisca Viard (geb. Treikelder, 1893–1972), anschließend ab 1944 mit Meeta Leontine Viard (geb. Wirnhoff-Vellik, gesch. Sild, 1900–1981). Die Ehen blieben kinderlos.